# Sân bay quốc tế Langkawi
Sân bay Quốc tế Langkawi (tiếng Anh: Langkawi International Airport) (airport codes|LGK|WMKL), là một sân bay tại đảo Langkawi ở Kedah, Malaysia. Sân bay tọa lạc tại Padang Matsirat. Sân bay có đường băng dài 3810 m.
Sân bay này phục cụ du khách đến Triển lãm hàng không và vũ trụ quốc tế Langkawi. Đây là một sự kiện quan trọng của ngành công nghiệp hàng không.

## Các hãng hàng không
- AirAsia (Kuala Lumpur)
- Malaysia Airlines (Penang, Kuala Lumpur, Johor Bahru, Singapore)
  - Firefly (Penang)
- Singapore Airlines
  - SilkAir (Singapore)